# Celastrina neglecta
Celastrina neglecta is een vlinder uit de familie van de Lycaenidae. De wetenschappelijke naam van de soort is voor het eerst gepubliceerd in 1862 door William Henry Edwards.
De soort komt voor in Canada en de Verenigde Staten.